# Divadlo F. X. Šaldy
Divadlo Františka Xavera Šaldy (též Šaldovo divadlo nebo častěji pouze F. X. Šaldy) je liberecké městské divadlo, jehož zřizovatelem je – jako příspěvkové organizace – Magistrát města Liberec.

## Původní stavba
Předchůdce dnešní divadelní budovy – Soukenické divadlo – bylo za účasti veřejnosti slavnostně otevřeno 15. října 1820. Divadlo mohlo pojmout 760 diváků, avšak místa byla z velké části jen ke stání. Budova Soukenického divadla byla převážně dřevěná (celá zadní část a dřevěný vnitřek), zděné bylo pouze průčelí. Hlediště tvořilo přízemí a dvě galerie, z nichž na horní byl přístup pouze po strmém žebříku. Sál byl osvětlován olejovými lampami – plyn byl v divadle zaveden až roku 1860. Divadlo přestalo poměrně brzy vyhovovat jak z hlediska pohodlí diváků, tak i z bezpečnostních důvodů, proto v roce 1872 vznikl Divadelní spolek, který měl připravit stavbu nového divadla. Spolek po třech letech ukončil svou činnost, znovu ji však obnovil, když v noci z 23. na 24. dubna 1879 vypukl v budově divadla z neznámých příčin požár, který stavbu zcela zničil.

## Stavba nové budovy

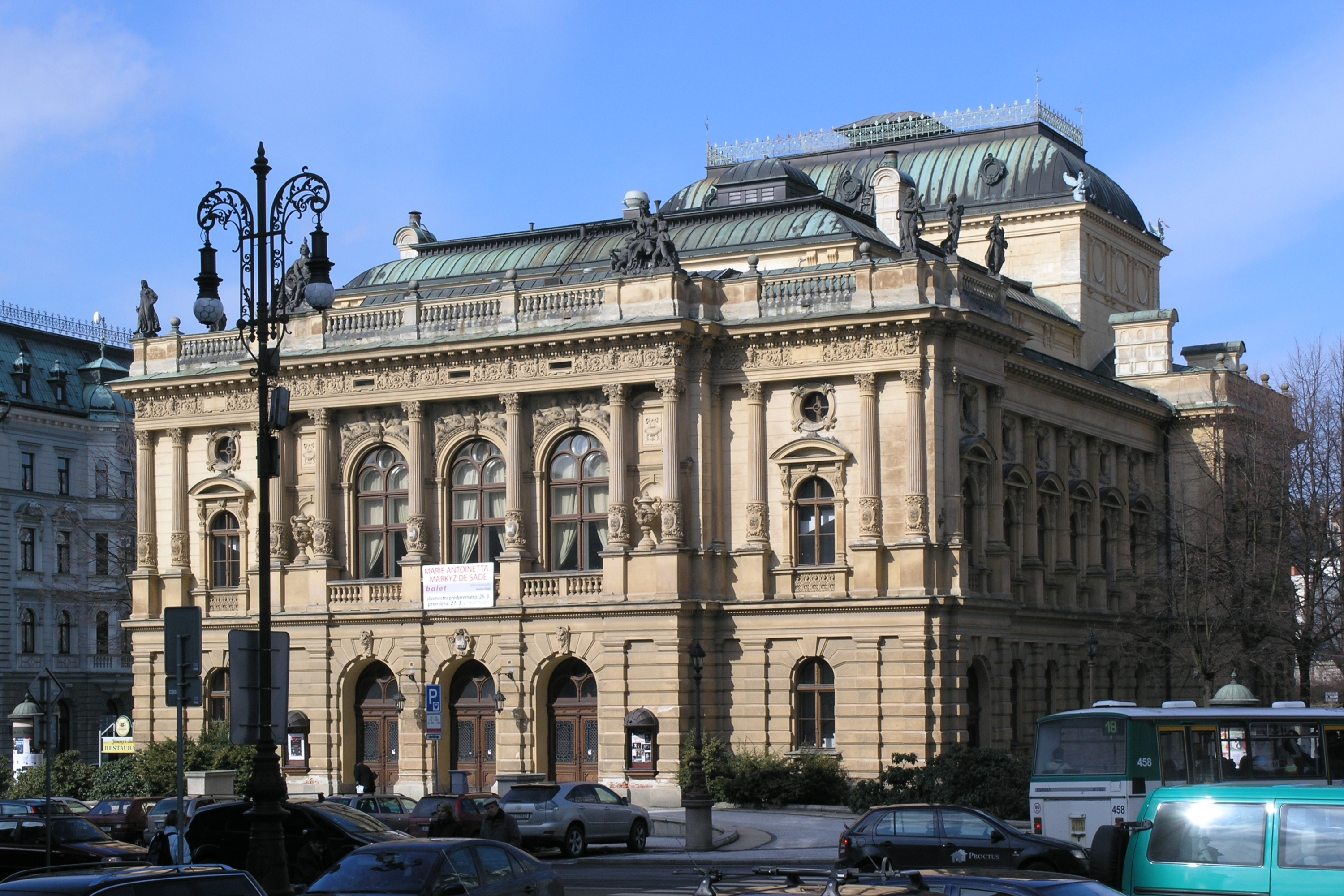
Divadlo v roce 2010.

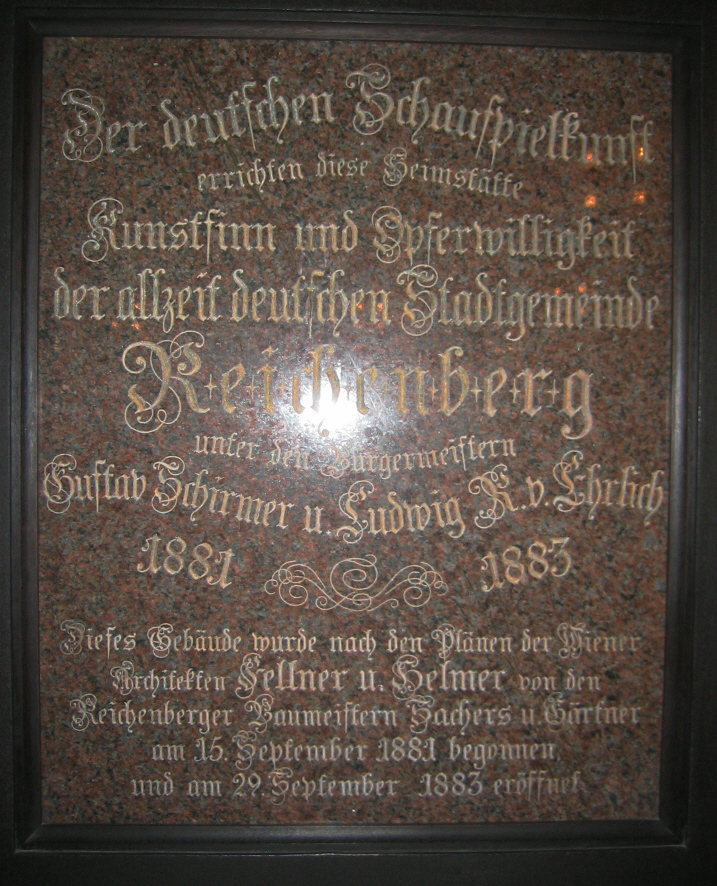
Pamětní deska k dokončení nového divadla v roce 1883.

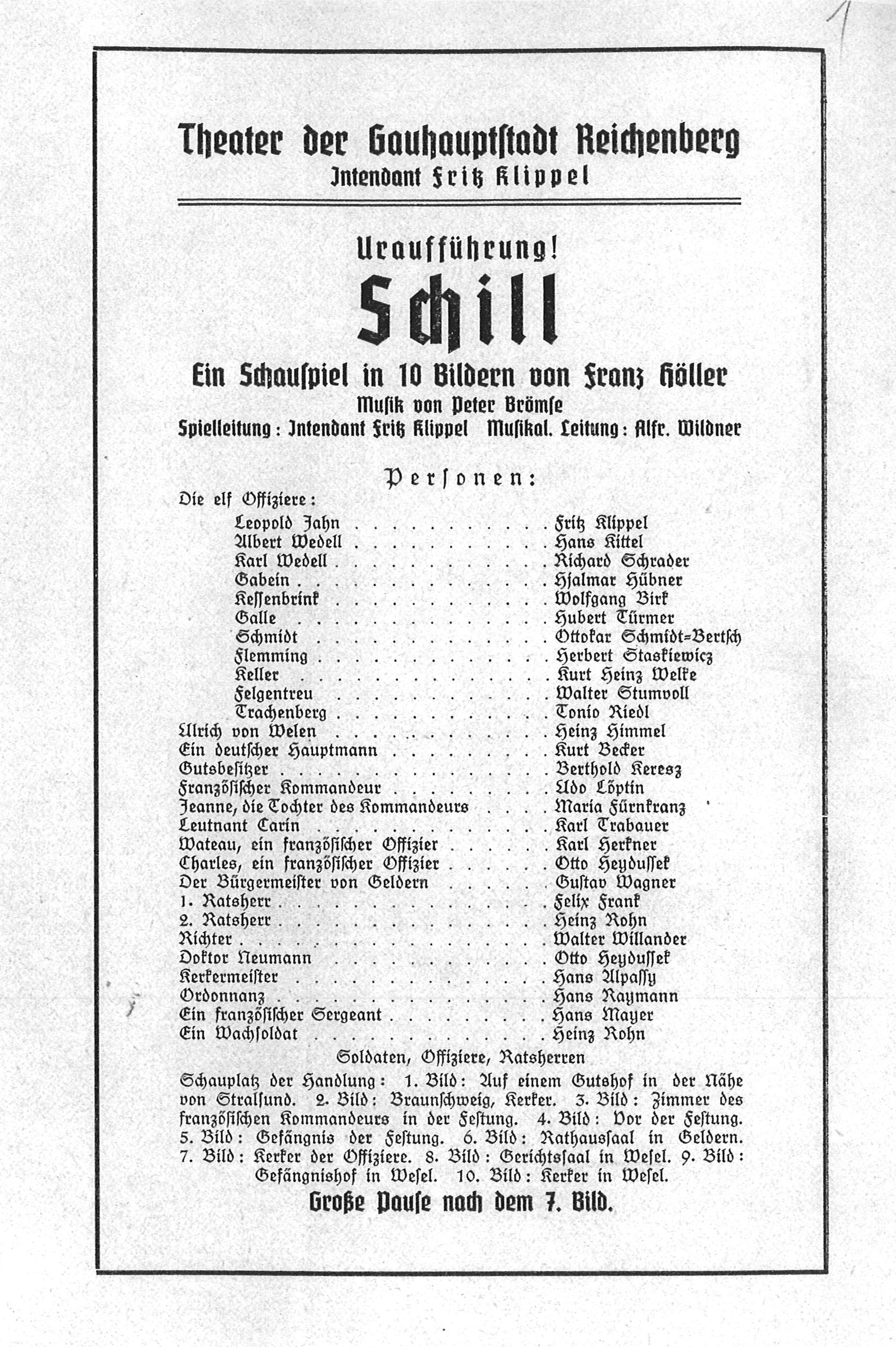
Plakát k premiéře hry Schill v Theater der Gauhauptstadt Reichenberg 11. února 1939.

Spolek se tedy rozhodl uspořádat sbírku mezi občany na výstavbu divadla nového. Vybráno bylo víc než městskou radou požadovaných 50 000 zlatých a k těmto penězům přispěla navíc Liberecká spořitelna částkou 60 000 zlatých. Celkem bylo vybráno asi 150 000 zlatých. Žádný ze dvou vítězných návrhů vzešlých z architektonické soutěže však dle názoru přizvaných odborníků nebylo z této částky možné realizovat, a že by bylo třeba získat nejméně dvojnásobnou sumu. Proto byli o vypracování nového projektu požádání slavní vídeňští architekti Ferdinand Fellner a Hermann Helmer, jejichž firma Fellner & Helmer stavěla divadla po celé monarchii i mimo ni. Koncem srpna roku 1881 dodali architekti projekt, podle kterého byly náklady na novou budovu vyčísleny na 237 358 zlatých a 30 krejcarů. Stavba samotná pak byla zadána liberecké firmě Sachers a Gärtner. Základní kámen nové budovy byl položen 15. září 1881 a 29. září byly zahájeny zemní práce. Kvůli svažitosti terénu musely být základy vykopány až do desetimetrové hloubky.
V prosinci 1881 vypukl požár ve vídeňském Ringtheateru, při němž přišlo o život na 400 osob. Tato tragická událost měla za následek všeobecné zvýšení nároky na bezpečnost divadelních budov v zemi. Proto bylo třeba přepracovat plány stavby tak, aby byla zvýšena propustnost únikových cest. Protože však již byly vykopány celé základy a nebylo možné zvětšit obrys stavby, byla snížena kapacita divadla z původních 1050 na 850 a vynechána plánovaná restaurace v suterénu. Tím se náklady na stavbu zvýšily o dalších 14 000 zlatých. Stavba pokračovala podle nových plánů (dodaných v únoru 1882) a 10. srpna 1882 dosáhla svého nejvyššího bodu.
Souběžně s tím probíhaly práce také na vybavení interiéru. Vídeňské firmy dodaly ústřední horkovzdušné topení a vybavení jeviště, železnou oponu zhotovila berlínská firma Putthofr a Golf, kamenické práce prováděl Michael Link z Jítravy, žulové desky dodal Ignaz Wundrak z Vratislavic, umělý kámen na schodech a ve foyeru vytvořil drážďanský sochař Karl Hauer.
Když se i přes velké úsilí všech zúčastněných osob nepodařilo dokončit stavbu v původně plánovaném termínu 31. července 1883, rozhodlo se městské zastupitelstvo s ohledem na vzniklé komplikace tuto lhůtu o 3 týdny prodloužit. Budova tak byla městu předána 29. srpna, náklady na její výstavbu stouply až na 280 000 zlatých. Za ředitele tohoto městského zařízení byl vybrán tehdejší ředitel městského divadla v Olomouci a letního divadla v Karlových Varech, Emanuel Raul.
Závěrečný kámen byl položen dne 29. září 1883 a v 17 hodin téhož dne se konalo slavnostní zahajovací představení. Zazněla předehra „Umění jeden domov“ (Der Kunst ein Heim) a po Rossiniho ouvertuře k opeřeVilém Tell následovalo Schillerovo drama Vilém Tell.

## Historie
Divadlo mělo svůj vlastní soubor, nebylo závislé na zájezdových hereckých skupinách a mohlo si tak vytvářet vlastní repertoár. Nejčastěji byly uváděna díla německá, zastoupení však měla i kultura rakouská, francouzská a po roce 1918 také česká. V původních dramaturgických plánech před rokem 1918 měl velký prostor Richard Wagner, hrál se ovšem také Richard Strauss, dobrou návštěvnost měly italské opery. Největší obliby ovšem u obecenstva měly operety a nejhranějším autorem byl Franz Lehár. Liberecké městské divadlo bylo jedním z mála, která se udržela i během první světové války. Divadlo plynule navázalo na svou tradici také po roce 1918, kdy se zvýšil počet českých děl hraných tímto souborem.
Kritické období nastalo pro divadlo po skončení druhé světové války. Na jejím konci sloužilo divadlo údajně jako ubikace velitelství leteckého oddílu. První představení po osvobození Liberce se v divadle odehrálo již 13. května a šlo o první ze dvou představení ruských. Prvním českým vystoupením byl koncert pro Rudou armádu dne 20. 5. Při návštěvě tehdejšího ministra školství a osvěty Zdeňka Nejedlého a ministra informací Václava Kopeckého bylo přislíbeno, že v Liberci bude činoherní a operní soubor. Nové Zemské oblastní divadlo v Liberci zahájilo svou činnost 15. září 1945 Jiráskovým dramatem „Gero“. Již první sezóna skončila finančním schodkem a zemský národní výbor se zřekl jeho provozování. Dočasným vedením byla pověřena podniková rada a ta provedla rozsáhlá úsporná opatření: například zrušila operetní scénu v Jablonci. Došlo také k přejmenování divadla na Severočeské národní divadlo a k utvoření stejnojmenného družstva, jehož dozorčí radu a představenstvo tvořili z poloviny zaměstnanci divadla. Součástí těchto orgánů bylo město, ONV, Obchodní komora a také liberecké podniky, které scénu dotovaly. Družstvo zaniklo s rokem 1949, kdy provozování divadla převzal KNV.
Divadlo bylo přejmenováno na Divadlo F. X. Šaldy dne 22. prosince 1957, kdy v něm měla premiéru Šaldova hra „Dítě“.